# نقش عثمان بن عفان (السعودية)
نقش عثمان بن عفان هو نقش صخري عُثر عليه في منتصف عام 2020، داخل حدود موقع قصر عليا الأثري التابع لمنطقة مكة المكرمة بالمملكة العربية السعودية، والمسجّل ضمن سجل الآثار الوطني.

## الاكتشاف
يُعد هذا الاكتشاف واحداً من أبرز اكتشافات النقوش الأثرية، كونه نقشاً تاريخياً يوثّق أحد أهم أحداث التاريخ الإسلامي المبكّر، وهي فترة تولي أمير المؤمنين عثمان بن عفان خلافة المسلمين.

## النقش
يُعد النقش ثالث أقدم وثيقة صخرية مؤرخة للنقوش الإسلامية، ويظهر مشابهاً لمضمون نقش زهير في محافظة العُلا التابعة لمنطقة المدينة المنورة بالسعودية، الذي وثّق فيه كاتبهُ الزمن الذي توفى به أمير المؤمنين عمر بن الخطاب، إذ يعود كلا النقشان لنفس الفترة الزمنية عام 24 من الهجرة النبوية.
بعد تحليل وقراءة النقش يظهر أنه كُتب عليه التالي: " أنا زهير آمنت - بالله وكتبت زمن - أُمّر بن عفان سنة، أربع وعشرين".